# 伊爾林西克 (茲古里夫卡區)
50°32′2″N 31°58′22″E / 50.53389°N 31.97278°E
伊爾林斯凱（烏克蘭語：Іллінське）是位於烏克蘭北部的村莊，由基辅州布羅瓦里區的茲胡里夫卡市鎮負責管轄。該村始建於1840年，面積0.52平方公里，海拔高度123米，2001年人口52，人口密度每平方公里100.2人。